# 얼굴들 (1968년 영화)
《얼굴들》(영어: Faces)은 1968년 개봉한 미국의 드라마 영화이다. 존 카사베티스가 감독과 각본을 맡았다. 2011년, 미국 의회 도서관의 국립영화등기부에 등록되었다.

## 출연

### 주연
- 존 마리
- 제나 로우랜즈

### 조연
- 린 칼린
- 세이무어 카셀
- 프레드 드래퍼
- 밸 에이버리

## 기타
- 협력프로듀서: 알 루밴
- 미술: 페든 파파마이클

## 같이 보기
- 뉴 할리우드